# قصر مونبليزير
قصر مونبليزير (بالروسية: Монплезир) هو نصب تذكاري معماري يقع في بيتيرهوف، سانت بطرسبرغ، بروسيا. يعود إلى القرن الثامن عشر مبني على طول خليج فنلندا.

## تاريخ
تم بناء القصر بناءً على أوامر شخصية من بطرس الأكبر من 1714 إلى 1723. اختار الإمبراطور شخصيا موقع القصر الجديد، وتخطيطه وأعطى تعليمات لجميع التفاصيل لتتناسب مع تصاميمه.
العديد من الأحداث والشخصيات الهامة من التاريخ الروسي كانت لها روابط مع هذا القصر. زاره بطرس الأكبر في كثير من الأحيان، وعقدت المؤتمرات هناك، وأقيمت الاحتفالات الرسمية، واجتماعات الإمبراطور مع الضيوف الأجانب. كانت آخر مرة زار فيها بطرس الأكبر في أكتوبر 1724، قبل وفاته ببضعة أشهر في يناير 1725.
في 1725، نظمت الإمبراطورة كاثرين الأولى حفلا رسميا للأعضاء الأوائل في أكاديمية العلوم. وقد استُخدِم القصر عدة مرات حتى وقت الإمبراطورة كاثرين الثانية.